# Му Ци
 Му Ци  (кит. упр. 牧溪, пиньинь Muqi, 1181/1210, провинция Сычуань, Китай — 1250/1281, Линьань, провинция Чжэцзян, Китай) — один из ведущих представителей чаньской живописи и крупнейший художник эпохи Южная Сун (1127—1279).

## Биография
Му Ци — псевдоним буддийского монаха Фачаня (в миру носил фамилию Ли). Получив традиционное образование, он переехал на юго-восток и принял буддизм. Вначале Му Ци стал послушником в монастыре Чанцинсы (провинция Чжэцзян), а через некоторое время — настоятелем им же основанного монастыря Людунсы в пригороде столицы Линьань, куда в своё время приезжал жить живописец Лян Кай.
Прошел обучение у известного в то время, чаньского художника Учжунь Шифаня и поддерживал тесные контакты с японскими монахами, жившими в столице Южной Сун, поэтому подавляющее большинство работ Му Ци в скором времени оказалось в буддийских монастырях Японии.
В монастыре Людунсы, возглавляемом Му Ци, возник главный центр чаньской живописи. Монах создавал свои произведения, не выходя за границы основных китайских жанров, таких как «жэнь-у (хуа)», «(живопись/изображения) фигур», пейзаж — «шань-шуй (хуа)» «(живопись/изображения) гор и вод», «хуа-няо хуа», «(живопись/изображения) цветов и птиц». Лучшим творением Му Ци в жанре «жэнь-у», традиционно объединявшем в себе живопись на религиозные темы, считается триптих «Гуань-инь юань хэ» («Гуань-инь, обезьяна и журавль», коллекция монастыря Дайтокудзи, Токио), образованный тремя почти одинаковыми по формату (ок.170 х 100 см.) вертикальными свитками. Эта картина, как и другие имели глубокое влияние на последующее развитие живописи тушью в самой Японии.
Также произведениями искусства Му Ци являются пейзажи, представленные четырьмя композициями из серии «Сяо Сян ба цзин» («Восемь видов рек Сяо и Сян», «Юй чунь си чжао ту» («Закат над рыбацкой деревней», Национальный музей, Токио), «Пин шало янь» («Садящиеся дикие гуси» либо «Гуси, опускающиеся на ровный песок», коллекция Сасаки, Япония), «Юань пу гуй фань» («Лодки, возвращающиеся к отдаленной отмели» либо «Возвращение парусников», частная коллекция, Япония) и «Янь сы вань чжун» («Буддийский монастырь в тумане и вечерний колокол»).

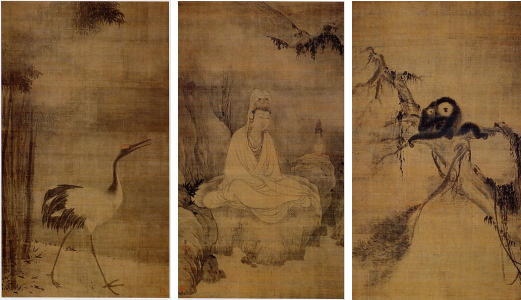
Триптих «Гуань-инь юань хэ»